# Leucopogon ericoides
Leucopogon ericoides är en ljungväxtart som först beskrevs av Smith, och fick sitt nu gällande namn av Robert Brown. Leucopogon ericoides ingår i släktet Leucopogon och familjen ljungväxter. Inga underarter finns listade i Catalogue of Life.

## Bildgalleri

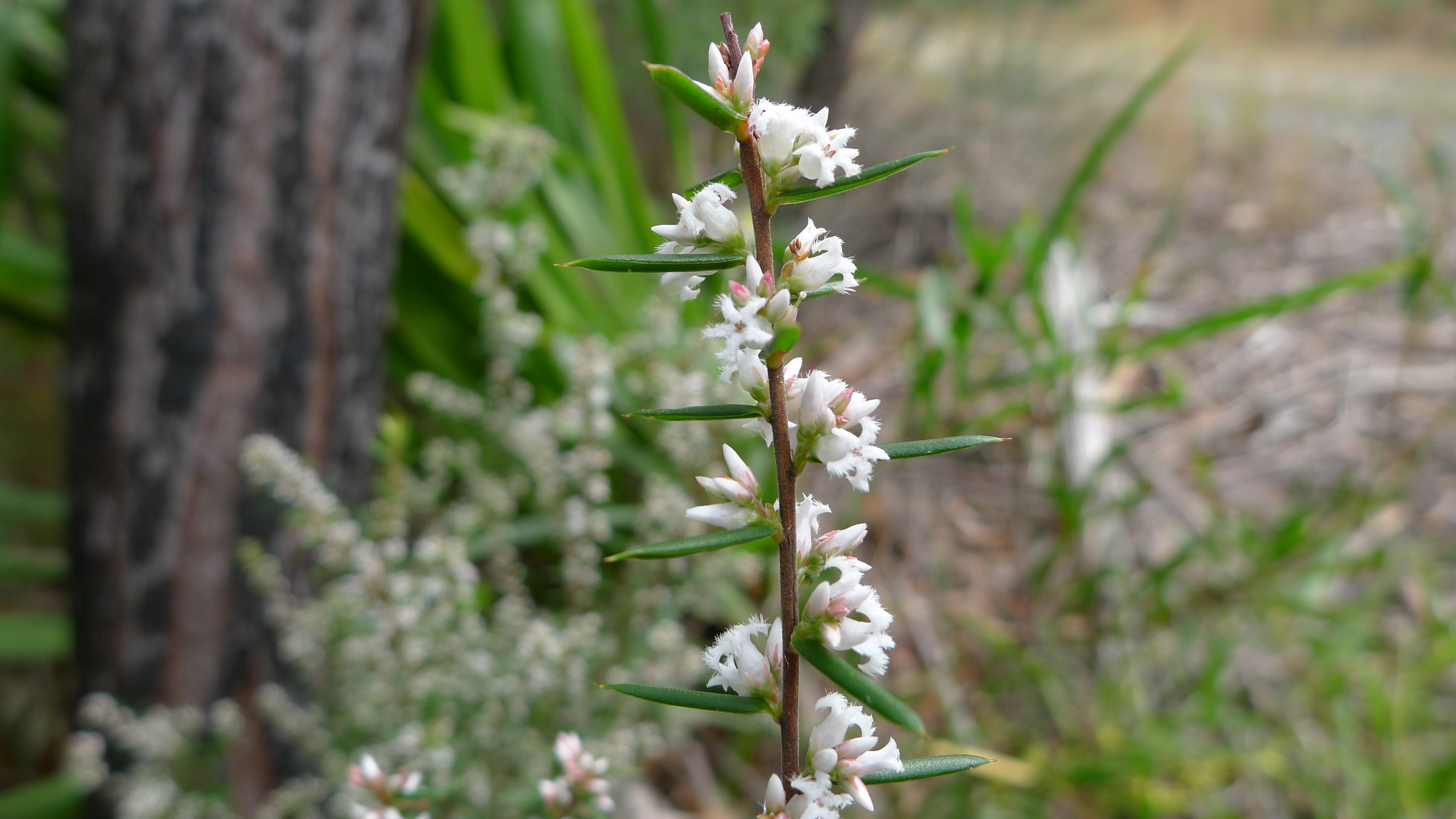